# Evandro Mesquita
Evandro Nahid de Mesquita (Rio de Janeiro, 19 de fevereiro de 1952) é um cantor, compositor, roteirista e ator brasileiro. Multifacetado, é considerado um ícone da música e da televisão, com um grande reconhecimento por parte do público e da crítica. Alcançou a fama como idealizador e vocalista da banda Blitz, considerada uma das precursoras do rock nacional na década de 1980 e indicada ao Grammy Latino.
Simultaneamente, Evandro integrou o grupo teatral Asdrúbal Trouxe o Trombone ao lado de diversos outros artistas como Regina Casé, Patrícia Pillar, Luiz Fernando Guimarães e Cazuza. Ele integrou o elenco de novelas como Top Model (1989), Vamp (1991), Mulheres de Areia (1993) e Bang Bang (2005), além de participações em séries e humorísticos como Armação Ilimitada, Sai de Baixo, Malhação,  Os Normais, Tapas & Beijos e Justiça 2. Em 2006 passou a integrar o elenco da série A Grande Família no papel do mecânico mulherengo e semianalfabeto Paulo "Paulão" Wilson, personagem esse que conquistou os fãs do programa e tornou-se um dos seus papéis mais lembrados, fazendo-o permanecer até o fim da série, em 2014.
No cinema, fez sua estreia em 1982 com o filme O Segredo da Múmia, dirigido por Ivan Cardoso. Posteriormente, atuou em outras produções como Menino do Rio (1982), Gêmeas (1999), Os Normais - O Filme (2003), Um Lobisomem na Amazônia (2005) e Dona Lurdes - O Filme (2024); além de dublagens de produções norte-americanas, como Deu Zebra (2006) e Meu Malvado Favorito 3 (2017). Mesquita escreveu e estrelou o filme Não Quero Falar sobre Isso Agora (1991), pelo qual ganhou o Kikito de Ouro de melhor roteiro no Festival de Gramado.

## Biografia
Descendente de libaneses, estudou no Colégio Estadual André Maurois e cursou graduação em educação física até o terceiro ano, época em que iniciou seu trabalho no grupo teatral Asdrúbal Trouxe o Trombone, nos anos 1970. Posteriormente, fez grande sucesso no início da década de 1980, como líder e vocalista da Blitz, uma das bandas de rock mais populares da época. Cantor e compositor, seguiu carreira solo depois do fim da primeira formação, por volta de 1986, trabalhando como músico e ator. 
Lançou os discos Evandro, Planos Aéreos, Procedimento Normal e Almanaque Sexual dos Eletrodomésticos e outros Animais. Um sucesso de sua carreira solo foi Babilônia Maravilhosa. Participou de telenovelas e filmes, em geral fazendo o papel do típico carioca: surfista, esperto, charmoso, paquerador e malandro. Atualmente, trabalha como produtor, diretor e roteirista de filmes, peças e discos.
Teve grande destaque com o personagem "Paulão da Regulagem" no seriado A Grande Família da Rede Globo. Além de ter lançado livro em 2008, o Xis Tudo, Mesquita voltou a liderar a Blitz, que lançou, em agosto de 2007, seu primeiro DVD, Blitz ao Vivo e a Cores, gravado no final de 2006 no Canecão, Rio de Janeiro, com participações especiais de Danni Carlos, Paulo Ricardo, Da Ghama, George Israel, Ivete Sangalo e Fernanda Abreu. 
Em 2010, a Blitz lançou álbum com músicas inéditas, Skut Blitz, que rendeu também o segundo DVD da banda, com músicas novas e outras consagradas.
Após 8 anos em A Grande Família, Mesquita repetiu a parceria de sucesso com Andrea Beltrão em 2015, na 5ª temporada de  Tapas & Beijos. Na nova versão da Escolinha do Professor Raimundo, também de 2015, ele interpretou Armando Volta, permanecendo na série até a última temporada, em 2020.  Em 2017, ele voltou às novelas com uma participação em Rock Story, interpretando Almir Régis, o pai do antagonista vivido por Rafael Vitti.  No entanto, foi apenas em 2018 que ele retornou de forma fixa à dramaturgia, em "Espelho da Vida", onde interpretou Emiliano Freitas, um grande e requisitado ator. 
Depois de 15 anos, Evandro retomou a carreira no cinema na comédia Depois a Louca Sou Eu, interpretando o apresentador de televisão Johnny, no filme de Débora Falabella.

## Vida pessoal

### Relacionamentos
Em 1977, começou a namorar a atriz Patricya Travassos, amiga com quem integrou o Asdrúbal Trouxe o Trombone, e com quem foi casado entre 1980 a 1987; após se divorciarem, casou-se com a atriz Íris Bustamante, com quem permaneceu casado até 2000 e com quem teve uma filha, Manuela Mesquita (n. 1988). Nesta mesma época, casou-se com a assistente social Andréia Pereira Coutinho, com quem teve sua segunda filha, Alice (n. 2006). Desde então, Andréia tornou-se sua backing vocal na Blitz.

## Filmografia

### Televisão[12][13][14]
| Ano     | Título                             | Personagem                                    | Nota                                         |
| ------- | ---------------------------------- | --------------------------------------------- | -------------------------------------------- |
| 1985    | Armação Ilimitada                  | Hermínio                                      | Episódio: "Uma Dupla do Peru"                |
| 1985    | Armação Ilimitada                  | Poliana Jones                                 | Episódio: "Perdidos na Selva"                |
| 1986    | Cambalacho                         | Alcebíades da Silva                           | Participação especial                        |
| 1986    | Cida, a Gata Roqueira              | João Príncipe                                 | Telefilme                                    |
| 1987    | Tina Turner Especial               | Comentarista                                  | Programa especial                            |
| 1988    | Caso Especial                      | Pedrão                                        | Episódio: "Mocinha e Bandido"                |
| 1988    | Fera Radical                       | Alex                                          |                                              |
| 1988    | Bebê a Bordo                       | Cicerone                                      | Participação especial                        |
| 1989    | Top Model                          | Adaílton Pinto de Saldanha (Saldanha)         |                                              |
| 1990    | A História de Ana Raio e Zé Trovão | Jacaré                                        | Participação especial                        |
| 1991    | Vamp                               | Simão Coalho                                  |                                              |
| 1992    | Você Decide                        | Chico                                         | Episódio: "O Álibi"                          |
| 1993    | Mulheres de Areia                  | Joel Mesquita                                 |                                              |
| 1993    | Guerra sem Fim                     | Francisco Laport                              |                                              |
| 1995    | Malhação                           | Ivan                                          | Participação especial                        |
| 1996    | Você Decide                        | Arnaldão                                      | Episódio: "Bígama de Brás de Pina"           |
| 1997    | Caça Talentos                      | Josias Moinho de Vento                        | Episódio: "Presidente Josias"                |
| 1997    | Alice no País da Música            | Motorista                                     | Especial de final de ano                     |
| 1998    | Você Decide                        | Fábio                                         | Episódio: "A Volta por Cima                  |
| 1998    | Você Decide                        | Episódio: "Das Duas Uma"                      |                                              |
| 1999    | Você Decide                        | Marcelo Brandão                               | Episódio: "Amélia que Era Mulher de Verdade" |
| 1999    | Vida ao Vivo Show                  | Vários Personagens                            |                                              |
| 2000    | Sai de Baixo                       | Chulapa                                       | Episódio: "A Obra do Malandro"               |
| 2000    | Você Decide                        | Flávio Nunes                                  | Episódio: "Pré-Datado"                       |
| 2001    | Estrela-Guia                       | André Teixeira                                |                                              |
| 2001    | Os Normais                         | Valdo                                         | Episódio: "Complicar é Normal                |
| 2001    | A Turma do Didi                    | Ele mesmo                                     | Episódio: "18 de novembro"                   |
| 2002    | Desejos de Mulher                  | Fabíolo Andrade (Bill)                        |                                              |
| 2002    | Os Normais                         | Tobias                                        | Episódio: "Gente Normal e Civilizada"        |
| 2002    | Malhação                           | Rômulo Amorim                                 |                                              |
| 2003    | Malhação                           | Rômulo Amorim                                 | Participação especial                        |
| 2003    | Zorra Total                        | Maninho                                       | Quadro: "Pensão da Santinha"                 |
| 2003    | Celebridade                        | Ele mesmo                                     | Participação especial                        |
| 2004    | Sob Nova Direção                   | Taxista Nando                                 | Episódio: "Dólar é uma Furada"               |
| 2004    | A Diarista                         | Romeu                                         | Episódio: "Isso Não Está Me Cheirando Bem"   |
| 2005    | A Diarista                         | Rámon                                         | Episódio: "Aquele do Paraguai I e II"        |
| 2005    | A Diarista                         | Heitor dos Prazeres                           | Episódio: "Nete, a Feia"                     |
| 2005    | Bang Bang                          | Billy the Kid / Henaide / Simon / Edilson     |                                              |
| 2005    | Mandrake                           | Javi Kolkata                                  | Episódio: "Kolkata"                          |
| 2006–14 | A Grande Família                   | Paulo Wilson (Paulão da Regulagem)            |                                              |
| 2008    | Por Toda Minha Vida                | José Abelardo Barbosa de Medeiros (Chacrinha) | Episódio: "Chacrinha"                        |
| 2015    | Tapas & Beijos                     | Mustafá Said                                  | Temporada 5                                  |
| 2015–19 | Escolinha do Professor Raimundo    | Armando Volta                                 |                                              |
| 2016    | Mister Brau                        | Percival                                      | Episódio: "3 de maio"                        |
| 2017    | Rock Story                         | Almir Régis                                   | Episódios: "2 de maio–5 de junho"            |
| 2018–19 | Espelho da Vida                    | Emiliano Freitas                              |                                              |
| 2019    | Tá no Ar: a TV na TV               | Ele mesmo                                     | Episódio: "22 de janeiro"                    |
| 2022    | O Menino Maluquinho                | Seu Genésio (voz)                             |                                              |
| 2023    | Tem que Suar                       | Milton Andrade (Seu Milton)                   | Episódios: "A Volta Dos Que Não Foram"       |
| 2023    | Compro Likes                       | Eduardo Martins                               | Episódio: "#BasicBroWagner"                  |
| 2024    | Justiça 2                          | Carlos Spíu                                   |                                              |
| 2024    | Tô Nessa                           | Jorge Washington                              |                                              |
| 2025    | Encantado's                        | Paulo Wilson (Paulão da Regulagem)            | Episódio: "Greve de Fofoca"                  |

### Cinema
| Ano  | Título                           | Personagem                   | Nota           |
| ---- | -------------------------------- | ---------------------------- | -------------- |
| 1982 | O Segredo da Múmia               | Éverton Soares               |                |
| 1982 | Rio Babilônia                    |                              | Não creditado  |
| 1982 | Menino do Rio                    | Paulinho                     |                |
| 1985 | The Emerald Forest               | Guerreiro da Tribo Invisível |                |
| 1991 | Não Quero Falar Sobre Isso Agora | Daniel O'Neil                |                |
| 1994 | Dente por Dente                  | Dentista-poeta               | Curta-metragem |
| 1998 | Como Ser Solteiro                | Luís                         |                |
| 1999 | Xuxa Requebra                    | DJ                           |                |
| 1999 | Gêmeas                           | Osmar                        |                |
| 2003 | Os Normais - O Filme             | Sérgio                       |                |
| 2004 | 5 Criaturas e a Coisa            | Coisa (voz)                  | Dublagem       |
| 2004 | O Diabo a Quatro                 | Fúlvio Fontes                |                |
| 2005 | Deu Zebra!                       | Ganso (voz)                  | Dublagem       |
| 2005 | Um Lobisomem na Amazônia         | Jean-Pierre                  |                |
| 2005 | Coisa de Mulher                  | Murilo                       |                |
| 2006 | Brasília 18%                     | Paula Ney                    |                |
| 2015 | Califórnia                       |                              |                |
| 2017 | Meu Malvado Favorito 3           | Balthazar Bratt (voz)        | Dublagem       |
| 2021 | Depois a Louca Sou Eu            | Johnny Show                  |                |
| 2022 | O Palestrante                    | Manoel                       |                |
| 2023 | Carga Máxima                     | Odilson                      |                |
| 2024 | Dona Lurdes - O Filme            | Mário Sérgio                 |                |

## Discografia
Solo
- 1986 - Evandro
- 1988 - Planos Aéreos
- 1989 - Procedimento Normal
- 1991 - Almanaque Sexual dos Eletrodomésticos e Outros Animais

com a Blitz
- 1982 - As Aventuras da Blitz
- 1983 - Radioatividade
- 1984 - Blitz 3
- 1994 - BLITZ Ao Vivo
- 1997 - Línguas
- 1999 - Últimas Notícias
- 2006 - Blitz Com Vida
- 2007 - Blitz – Ao Vivo e a Cores
- 2010 - Skut Blitz
- 2012 - Skut Blitz Ao Vivo'

Outros
- 1983 - A Farra da Terra (com o Asdrúbal Trouxe o Trombone)